# Eusynthemis tillyardi
Eusynthemis tillyardi är en trollsländeart som beskrevs av Günther Theischinger 1995. Eusynthemis tillyardi ingår i släktet Eusynthemis och familjen skimmertrollsländor. IUCN kategoriserar arten globalt som livskraftig. Inga underarter finns listade i Catalogue of Life.